# 斯韋德鎮區 (北達科他州拉穆爾縣)
斯韋德鎮區（英語：Swede Township）是位於美國北達科他州拉穆爾縣的一個鎮區。

## 地方資料
斯韋德鎮區的面積為92.67平方千米，當中陸地面積為92.51平方千米，而水域面積為0.16平方千米。根據2020年美國人口普查的數據，當地共有人口30人，而人口密度為每平方千米0.32人。